# Petinomys genibarbis
Petinomys genibarbis — вид гризунів з родини вивіркових (Sciuridae). Цей вид зустрічається на Суматрі, Яві, півострові Малайзія, Калімантані (Бруней, Індонезія, Малайзія). Мешкає в низинних високих первинних і вторинних лісах.

## Морфологічні особливості
Довжина голови й тулуба становить приблизно від 15,7 до 18 сантиметрів, а довжина хвоста — від 17 до 19 сантиметрів. Вага приблизно від 70 до 100 грамів. Колір спини каштаново-коричневий в ділянці плечей — у деяких тварин також більш сірий — і змінюється на червонувато-коричневий на тілі та на сіро-коричневий у напрямку до хвоста. Верхня поверхня ковзних мембран більш темно-коричнева. Тіло варіюється від білого та кремово-білого в ділянці горла до лососевого кольору в напрямку до живота та задніх лап.

## Спосіб життя
Живе в тропічних первинних і старших вторинних лісах, а також на прилеглих плантаціях. Його спосіб життя, ймовірно, відповідає іншим Pteromyini. Вид деревний, здебільшого нічний і харчується рослинами.